# Теріз Фаулер
Теріз Енн Фаулер (нар. 22 квітня 1967) — сучасна американська письменниця. Авторка роману «Зельда», який вийшов 2013 року. Роботу адаптували для телебачення компанії Killer Films і Amazon Studios. Ролі Зельди та Ф. Скотта Фіцджеральда зіграли Крістіна Річчі та Девід Гофлін. Серіал під назвою «Зельда: Початок усього» вийшов 27 січня 2017 року.
Фаулер одружена з письменником Джоном Кесселом.

## Романи
- Сувенір /Souvenir (2008), Ballantine Books,ISBN 9780345499684
- Возз'єднання /Reunion (2009), Ballantine Books,ISBN 9780345499707
- Викриття /Exposure (2011), Ballantine Books,ISBN 9780345515537
- Зельда /Z: A Novel of Zelda Fitzgerald (2013), St. Martin's Press,ISBN 9781250028655
- Добропорядна жінка: Роман про Вандербільтів /A Well-Behaved Woman: A Novel of Vanderbilts (2018), St. Martin's Press,ISBN 9781250095473
- Гарне сусідство /A Good Neighborhood(2020), St. Martin's Press,ISBN 9781250237279
- Все зводиться до цього /It All Comes Down to This (2022), St. Martin's Press, ISBN 9781250278074

## Зовнішні посилання
- Офіційний сайт